# Mattias Wetterwik
Mattias Wetterwik (* 6. August 1983 in Uddevalla) ist ein schwedischer Handballschiedsrichter.
Gemeinsam mit seinem Gespannpartner Mirza Kurtagic ist Wetterwik seit einigen Jahren bei vielen großen internationalen Turnieren im Einsatz, darunter bei der Europameisterschaft der Frauen 2016 in Schweden, bei der Weltmeisterschaft der Frauen 2017 in Deutschland, bei der Weltmeisterschaft 2019 in Dänemark und Deutschland, bei der Europameisterschaft 2020 in Norwegen, Österreich und Schweden, beim olympischen Handballturnier 2020 in Tokio, bei der Europameisterschaft 2022 in Ungarn und der Slowakei sowie bei der Weltmeisterschaft 2023 in Polen und Schweden.